# Onzième circonscription de Paris de 1958 à 1986
Pour les articles homonymes, voir Onzième circonscription de Paris de 1988 à 2012 et Onzième circonscription de Paris depuis 2012.
De 1958 à 1986, la onzième circonscription législative de Paris recouvrait deux quartiers du 12e arrondissement de la capitale, la totalité du quartier du Bel-Air et une partie du quartier de Picpus (au nord du boulevard de Reuilly et de l'avenue Daumesnil). Cette délimitation s'est appliquée aux sept premières législatures de la Cinquième République française. De 1958 à 1967, elle se confond avec la 11e circonscription de la Seine.

## Députés élus
| Législature | Début de mandat   | Fin de mandat   | Député élu                   |  | Parti politique | Observations |
| ----------- | ----------------- | --------------- | ---------------------------- |  | --------------- | --- |
| Ire         | 9 décembre 1958   | 9 octobre 1962  | Raphaël Touret               |  | UNR             | mandat écourté à la suite d'une dissolution du général de Gaulle                                                                 |
| IIe         | 6 décembre 1962   | 6 janvier 1963  | Roger Frey                   |  | UNR             | nommé au gouvernement |
| IIe         | 7 janvier 1963    | 22 juin 1965    | Raphaël Touret               |  | UNR-UDT         | suppléant de Roger Frey ; décédé le 22 juin 1965                                                                                 |
| IIe         | 22 septembre 1965 | 20 octobre 1965 | Roger Frey                   |  | UNR-UDT         | élection partielle à la suite du décès de Raphaël Touret                                                                         |
| IIe         | 20 octobre 1965   | 2 avril 1967    | Jean-Claude Servan-Schreiber |  | UNR-UDT         | suppléant de Roger Frey, membre du gouvernement                                                                                  |
| IIIe        | 3 avril 1967      | 7 mai 1967      | Roger Frey                   |  | UD-Ve           | nommé au gouvernement |
| IIIe        | 7 mai 1967        | 30 mai 1968     | Aimée Batier                 |  | UD-Ve           | suppléante de Roger Frey mandat écourté à la suite d'une dissolution de l'Assemblée nationale française par le général de Gaulle |
| IVe         | 11 juillet 1968   | 12 août 1968    | Roger Frey                   |  | UDR             | nommé au gouvernement |
| IVe         | 13 août 1968      | 1er avril 1973  | Charles Magaud               |  | UDR             | suppléant de Roger Frey |
| Ve          | 2 avril 1973      | 4 mars 1974     | Roger Frey                   |  | UDR             | nommé Président du Conseil constitutionnel                                                                                       |
| Ve          | 5 mars 1974       | 2 avril 1978    | Charles Magaud               |  | UDR             | suppléant de Roger Frey |
| VIe         | 3 avril 1978      | 22 mai 1981     | Paul Pernin                  |  | app. UDF        | mandat écourté à la suite d'une dissolution de François Mitterrand                                                               |
| VIIe        | 2 juillet 1981    | 1er avril 1986  | Paul Pernin                  |  | app. UDF        | |

En 1985, le président de la République François Mitterrand changea le mode de scrutin des députés en établissant le scrutin proportionnel par département. Le nombre de députés du département de Paris fut ramené de 31 à 21 et les circonscriptions furent supprimées au profit du département.

## Évolution de la circonscription
En 1986, cette circonscription a été fusionnée avec une partie de l'ancienne douzième circonscription pour former la nouvelle « huitième circonscription ».

### Élections de 1958
| Candidat       | Candidat            | Parti                     | Premier tour | Premier tour | Second tour | Second tour |  |
| Candidat       | Candidat            | Parti                     | Voix         | %            | Voix        | %           |  |
| -------------- | ------------------- | ------------------------- | ------------ | ------------ | ----------- | ----------- |  |
|                | Raphaël Touret élu  | UNR                       | 12 914       | 32,48        | 28 711      | 75,67       |  |
|                | Maurice Colin       | PCF                       | 7 904        | 19,88        | 9 233       | 24,33       |  |
|                | Joseph Lévêque      | CR                        | 6 348        | 15,97        | Retrait     | Retrait     |  |
|                | Henri Lubin         | SFIO                      | 4 772        | 12           | Retrait     | Retrait     |  |
|                | Robert Castille     | CNIP                      | 4 071        | 10,24        | Retrait     | Retrait     |  |
|                | Jean-Claude Brouard | Divers droite (Gaulliste) | 1 755        | 4,41         |             |             |  |
|                | Raymond Picard      | MRP                       | 1 585        | 3,99         |             |             |  |
|                | Pierre Orsini       | UFF                       | 407          | 1,02         |             |             |  |
|                |                     |                           |              |              |             |             |  |
| Inscrits       | Inscrits            | Inscrits                  | 52 602       | 100,00       | 52 601      | 100,00      |  |
| Abstentions    | Abstentions         | Abstentions               | 11 870       | 22,57        | 13 388      | 25,45       |  |
| Votants        | Votants             | Votants                   | 40 732       | 77,43        | 39 213      | 74,55       |  |
| Blancs et nuls | Blancs et nuls      | Blancs et nuls            | 976          | 2,4          | 1 269       | 3,24        |  |
| Exprimés       | Exprimés            | Exprimés                  | 39 756       | 97,6         | 37 944      | 96,76       |  |

Le suppléant de Raphaël Touret était Jacques Salvinien, Conseiller de Paris, conseiller municipal du 12ème arrondissement.

### Élections de 1962
| Candidat       | Candidat       | Parti          | Premier tour | Premier tour | Second tour | Second tour |  |
| Candidat       | Candidat       | Parti          | Voix         | %            | Voix        | %           |  |
| -------------- | -------------- | -------------- | ------------ | ------------ | ----------- | ----------- |  |
|                | Roger Frey élu | UNR-UDT        | 16 897       | 47,69        | 19 506      | 55,88       |  |
|                | André Wurmser  | PCF            | 7 221        | 20,38        | 10 854      | 31,09       |  |
|                | Jean Dides     | Extrême droite | 3 883        | 10,96        | 4 546       | 13,02       |  |
|                | Jean Poperen   | PSU            | 2 445        | 6,9          | Retrait     | Retrait     |  |
|                | Roger Janot    | Radsoc         | 2 214        | 6,25         | Retrait     | Retrait     |  |
|                | Pierre Guérard | CNIP           | 1 588        | 4,48         |             |             |  |
|                | Louis Roussel  | Divers         | 1 182        | 3,34         |             |             |  |
|                |                |                |              |              |             |             |  |
| Inscrits       | Inscrits       | Inscrits       | 51 130       | 100,00       | 51 133      | 100,00      |  |
| Abstentions    | Abstentions    | Abstentions    | 15 056       | 29,45        | 15 024      | 29,38       |  |
| Votants        | Votants        | Votants        | 36 074       | 70,55        | 36 109      | 70,62       |  |
| Blancs et nuls | Blancs et nuls | Blancs et nuls | 644          | 1,79         | 1 203       | 3,33        |  |
| Exprimés       | Exprimés       | Exprimés       | 35 430       | 98,21        | 34 906      | 96,67       |  |

Le suppléant de Roger Frey était Raphaël Touret, député sortant. Raphaël Touret décède le 17 juin 1965.

### Élection partielle du 19 septembre 1965
- Roger Frey, UDR, est élu au premier tour avec 50,36 % des suffrages exprimés.
- André Wurmser, PCF obtient  23,34 %
- Jean Dides, DVD obtient 16,09  %
- Jean Poperen, PSU, soutenu par la SFIO et le Parti radical, obtient 8,53 %

Les autres candidats étaient  :
- Paul Peschard, Mouvement évolutionniste français
- Paul Griffon, Club des Égaux
- Suzanne Podavini, Ordre républicain français.

Jean-Claude Servan-Schreiber était le suppléant de Roger Frey. Jean-Claude Servan-Schreiber remplaça Roger Frey, nommé membre du gouvernement, du 20 octobre 1965 au 2 avril 1967.

### Élections de 1967
| Candidat                         | Candidat                 | Parti          | Premier tour | Premier tour | Second tour | Second tour |  |
| Candidat                         | Candidat                 | Parti          | Voix         | %            | Voix        | %           |  |
| -------------------------------- | ------------------------ | -------------- | ------------ | ------------ | ----------- | ----------- |  |
|                                  | Roger Frey sortant réélu | UD-Ve          | 19 020       | 47,12        | 21 280      | 58,84       |  |
|                                  | Maria Doriath            | PCF            | 7 920        | 19,62        | 14 884      | 41,16       |  |
|                                  | Jacques Rolland          | CD (PDM)       | 5 186        | 12,85        | Retrait     | Retrait     |  |
|                                  | Paul Carpena             | FGDS (SFIO)    | 4 733        | 11,73        |             |             |  |
|                                  | Philippe Laubreaux       | PSU            | 2 518        | 6,24         |             |             |  |
|                                  | Georges Maillet-Contoz   | Modérés        | 988          | 2,45         |             |             |  |
|                                  |                          |                |              |              |             |             |  |
| Inscrits                         | Inscrits                 | Inscrits       | 49 957       | 100,00       | 49 965      | 100,00      |  |
| Abstentions                      | Abstentions              | Abstentions    | 8 909        | 17,83        | 11 525      | 23,07       |  |
| Votants                          | Votants                  | Votants        | 41 048       | 82,17        | 38 440      | 76,93       |  |
| Blancs et nuls                   | Blancs et nuls           | Blancs et nuls | 683          | 1,66         | 2 276       | 5,92        |  |
| Exprimés                         | Exprimés                 | Exprimés       | 40 365       | 98,34        | 36 164      | 94,08       |  |
| Source : Data.gouv.fr et CEVIPOF |                          |                |              |              |             |             |  |

Le Docteur Aimée Batier était la suppléante de Roger Frey. Aimée Batier remplaça Roger Frey, nommé membre du gouvernement, du 8 mai 1967 au 30 mai 1968.

### Élections de 1968
| Candidat                         | Candidat                 | Parti          | Premier tour | Premier tour | Second tour | Second tour |  |
| Candidat                         | Candidat                 | Parti          | Voix         | %            | Voix        | %           |  |
| -------------------------------- | ------------------------ | -------------- | ------------ | ------------ | ----------- | ----------- |  |
|                                  | Roger Frey sortant réélu | UDR (URP)      | 17 725       | 47,57        | 18 315      | 52,36       |  |
|                                  | Daniel Domange           | CD (PDM)       | 6 722        | 18,04        | 7 320       | 20,93       |  |
|                                  | Maria Doriath            | PCF            | 6 209        | 16,66        | 9 341       | 26,71       |  |
|                                  | Paul Carpena             | FGDS (SFIO)    | 3 061        | 8,22         |             |             |  |
|                                  | Philippe Laubreaux       | PSU            | 2 600        | 6,98         |             |             |  |
|                                  | Paul Potier              | MPR            | 468          | 1,26         |             |             |  |
|                                  | Albert Lévy-Soussan      | TD             | 362          | 0,97         |             |             |  |
|                                  | Paul Peschard            | Divers         | 111          | 0,3          |             |             |  |
|                                  |                          |                |              |              |             |             |  |
| Inscrits                         | Inscrits                 | Inscrits       | 48 105       | 100,00       | 48 108      | 100,00      |  |
| Abstentions                      | Abstentions              | Abstentions    | 10 532       | 21,89        | 12 610      | 26,21       |  |
| Votants                          | Votants                  | Votants        | 37 573       | 78,11        | 35 498      | 73,79       |  |
| Blancs et nuls                   | Blancs et nuls           | Blancs et nuls | 315          | 0,84         | 522         | 1,47        |  |
| Exprimés                         | Exprimés                 | Exprimés       | 37 258       | 99,16        | 34 976      | 98,53       |  |
| Source : Data.gouv.fr et CEVIPOF |                          |                |              |              |             |             |  |

Charles Magaud était le suppléant de Roger Frey. Il le remplaça du 13 août 1968 au 1er avril 1973 quand Roger Frey fut nommé membre du Gouvernement.

### Élections de 1973
| Candidat                         | Candidat                 | Parti              | Premier tour | Premier tour | Second tour | Second tour |  |
| Candidat                         | Candidat                 | Parti              | Voix         | %            | Voix        | %           |  |
| -------------------------------- | ------------------------ | ------------------ | ------------ | ------------ | ----------- | ----------- |  |
|                                  | Roger Frey sortant réélu | UDR (URP)          | 14 984       | 39,82        | 20 542      | 56,39       |  |
|                                  | Jacques Tanguy           | PS (UGSD)          | 6 598        | 17,54        | 15 888      | 43,61       |  |
|                                  | Roland Wlos              | PCF                | 5 845        | 15,53        | Retrait     | Retrait     |  |
|                                  | Georges Bachellerie      | MR                 | 5 250        | 13,95        | Retrait     | Retrait     |  |
|                                  | Jean Dides               | CNIP               | 1 866        | 4,96         |             |             |  |
|                                  | Geneviève Petiot         | PSU                | 1 724        | 4,58         |             |             |  |
|                                  | Hilaire Chollet          | FN                 | 667          | 1,77         |             |             |  |
|                                  | Jean-Paul Deléage        | LC                 | 457          | 1,21         |             |             |  |
|                                  | Jacques Debû-Bridel      | Divers droite (FP) | 236          | 0,63         |             |             |  |
|                                  |                          |                    |              |              |             |             |  |
| Inscrits                         | Inscrits                 | Inscrits           | 46 406       | 100,00       | 46 411      | 100,00      |  |
| Abstentions                      | Abstentions              | Abstentions        | 8 221        | 17,72        | 8 491       | 18,3        |  |
| Votants                          | Votants                  | Votants            | 38 185       | 82,28        | 37 920      | 81,7        |  |
| Blancs et nuls                   | Blancs et nuls           | Blancs et nuls     | 558          | 1,46         | 1 490       | 3,93        |  |
| Exprimés                         | Exprimés                 | Exprimés           | 37 627       | 98,54        | 36 430      | 96,07       |  |
| Source : Data.gouv.fr et CEVIPOF |                          |                    |              |              |             |             |  |

Charles Magaud était le suppléant de Roger Frey. Il le remplaça du 1er juillet 1974 au 2 avril 1978, quand Roger Frey fut nommé membre du Gouvernement.

### Élections de 1978
| Candidat       | Candidat                | Parti                          | Premier tour | Premier tour | Second tour | Second tour |  |
| Candidat       | Candidat                | Parti                          | Voix         | %            | Voix        | %           |  |
| -------------- | ----------------------- | ------------------------------ | ------------ | ------------ | ----------- | ----------- |  |
|                | Paul Pernin élu         | UDF (CDS)                      | 14 773       | 37,05        | 23 395      | 58,04       |  |
|                | Thérèse Touré           | PS                             | 7 887        | 19,78        | 16 911      | 41,96       |  |
|                | Irène Henry             | PCF                            | 5 416        | 13,58        |             |             |  |
|                | Jean Aillaud            | RPR                            | 4 194        | 10,52        |             |             |  |
|                | Marie-Françoise Brachet | Écologie 78                    | 2 921        | 7,33         |             |             |  |
|                | André Reynaud           | MRG                            | 1 164        | 2,92         |             |             |  |
|                | Guy Cannie              | Divers droite (UNMP)           | 924          | 2,32         |             |             |  |
|                | Mireille Redard         | LO                             | 482          | 1,21         |             |             |  |
|                | Christian Norkiewicz    | PFN                            | 466          | 1,17         |             |             |  |
|                | Claude Courant          | Divers droite (Gaulliste, UJP) | 412          | 1,03         |             |             |  |
|                | Katyusha Desjardins     | OCT (PSPT)                     | 374          | 0,94         |             |             |  |
|                | Louis Chausse           | FN                             | 362          | 0,91         |             |             |  |
|                | Georges Lheman          | PSD                            | 342          | 0,86         |             |             |  |
|                | Michel Campan           | Divers droite (RUC)            | 158          | 0,4          |             |             |  |
|                |                         |                                |              |              |             |             |  |
| Inscrits       | Inscrits                | Inscrits                       | 48 810       | 100,00       | 48 810      | 100,00      |  |
| Abstentions    | Abstentions             | Abstentions                    | 8 409        | 17,23        | 7 609       | 15,59       |  |
| Votants        | Votants                 | Votants                        | 40 401       | 82,77        | 41 201      | 84,41       |  |
| Blancs et nuls | Blancs et nuls          | Blancs et nuls                 | 526          | 1,3          | 895         | 2,17        |  |
| Exprimés       | Exprimés                | Exprimés                       | 39 875       | 98,7         | 40 306      | 97,83       |  |

Dominique Palluault, cadre de société, était le suppléant de Paul Pernin.

### Élections législatives de 1981
| Candidat       | Candidat                  | Parti               | Premier tour | Premier tour | Second tour | Second tour |  |
| Candidat       | Candidat                  | Parti               | Voix         | %            | Voix        | %           |  |
| -------------- | ------------------------- | ------------------- | ------------ | ------------ | ----------- | ----------- |  |
|                | Paul Pernin sortant réélu | UDF (CDS)           | 15 901       | 48,67        | 18 643      | 53,57       |  |
|                | Marcel Richard            | PS                  | 11 562       | 35,39        | 16 161      | 46,43       |  |
|                | Irène Henry               | PCF                 | 2 585        | 7,91         |             |             |  |
|                | Bernard Ravenel           | PSU                 | 828          | 2,53         |             |             |  |
|                | Jean Aillaud              | Divers droite (RDC) | 624          | 1,91         |             |             |  |
|                | Louis Rivet               | Divers droite       | 600          | 1,83         |             |             |  |
|                | Franck Charasson          | Divers droite       | 333          | 1,02         |             |             |  |
|                | Bernard Bertry            | Divers droite       | 238          | 0,73         |             |             |  |
|                |                           |                     |              |              |             |             |  |
| Inscrits       | Inscrits                  | Inscrits            | 47 386       | 100,00       | 47 386      | 100,00      |  |
| Abstentions    | Abstentions               | Abstentions         | 14 368       | 30,32        | 12 168      | 25,68       |  |
| Votants        | Votants                   | Votants             | 33 018       | 69,68        | 35 218      | 74,32       |  |
| Blancs et nuls | Blancs et nuls            | Blancs et nuls      | 347          | 1,05         | 414         | 1,18        |  |
| Exprimés       | Exprimés                  | Exprimés            | 32 671       | 98,95        | 34 804      | 98,82       |  |

Michel de Guillenchmidt, avocat, était le suppléant de Paul Pernin.